# Ronald Lanzoni
Ronald Lanzoni, född 21 augusti 1959, är en friidrottare från Costa Rica. Han deltog vid olympiska sommarspelen 1984 och olympiska sommarspelen 1988.